# Son Parc
La platja de Son Parc, també coneguda com a Arenal de s'Olla o Arenal de Son Saura, està situada a l'illa de Menorca i concretament al Nord del municipi d'es Mercadal.
De la platja a Es Mercadal hi ha 14 quilòmetres i a Alaior, 15. És una platja d'aigües cristal·lines, de grans dimensions per a Menorca. Composta d'arena fina, està envoltada de vegetació. Es pot accedir amb cotxe fins a la mateixa platja.

## Urbanització de Son Parc
La urbanització de Son Parc està ubicada al nord de l'illa de Menorca, al municipi d'Es Mercadal i a prop de Fornells.
Dins la seva urbanització i passa la platja de s'olla, o platja de Son Parc.
Son Parc constitueix una de les urbanitzacions més exclusives i riques de Menorca (o en el futur o serà, ja que hi ha plans de construir hotels de luxe), ja que disposa de l'únic camp de golf de Menorca, el Golf Son Parc, amb 18 forats, restaurants, botiga, villes i futurs hotels de luxe, en l'actualitat Son Parc està en un pla de remodelació que inclou l'eliminació dels hotels més antics i dels xalets més vells, i s'espera construir-hi nous xalets de luxe i unifamiliars i 3 o 4 hotels de luxe amb un clar respecte al medi ambient i a l'arquitectura tradicional, doncs els hotels no tindran més de dues plantes d'altura.